# 吴世瑞
吴世瑞，1897年（清光绪二十三年）出生，安徽省当涂县。早年在家乡就读，青年时期在安庆求学。1917年（民国六年）考入由美国基督教会在南京创办的教会大学——金陵大学，于1921年获文学学士毕业。后飘洋过海到美国伊利诺伊州西北大学商学院深造，专攻商贸一科，1923年获商学硕士学位。同年回国，1923～1940年，在自己的母校金陵大学，担任文学院经济系教授兼系主任，并兼职于国立中央大学，主要教授经济与会计课程。期间，以金陵大学经济学系系主任身份加入中国经济学社。1934年，与卫挺生、潘序伦、徐永祚、奚玉书、邹曾侯、任应钟、闻亦有、蒋一贯、安绍芸、杨汝梅（众先）、雍家源、顾询、钱乃澄、李鸿寿、许敦楷等51人发起，于同年11月18日在南京中央路560号成立中国会计学社，并当选为理事，后为常务理事兼会计专修学校校长。
民国二十九年，步入政界，任职于国民政府教育部，从事会计实务工作。1941～1944年担任教育部会计长；期间及至1947年，与卫挺生、许本怡先生一道受聘中央政治学校及国立中央大学（现南京大学）法学院经济系教授，后任经济系系主任与学校复员回宁计划委员会委员（1945年9月）。并曾与雍家源同期担任广州大学教授。1947年，任国民政府外交部会计长。
1949年去台湾，任职于台湾国民党政府外交部，曾出任台湾驻日本大使馆参赞。晚年侨居美国。
吴世瑞教授一生致力于经济学与会计学研究，产生了诸多研究成果，不少著作在经济与会计学界产生过较大影响。其出版的论（译）著主要有《经济学原理》、《初级会计学纲要》；中央训练团党政训练班编印的《经理概述》和《经理作业计划》；以及与刘衡如合作将英国哲学家罗素所著《Bertrand Russell：Political Ideals》（New youk，1917年）翻译为《罗素政治理想》等等。 
值得一提的是其所著《经济学原理》1934年被商务印书馆列为大学丛书出版，并且多次重印，直到1948年该书一直印刷出版，1949年后在台湾多次再版，是非常受欢迎的经济学教科书。